# Krążowniki liniowe typu Moltke
Krążowniki liniowe typu Moltke – seria dwóch niemieckich krążowników liniowych (w Niemczech klasyfikowanych oficjalnie jako wielkie krążowniki, niem.: Große Kreuzer), oddanych do służby w latach 1911–1912 i uczestniczących w działaniach I wojny światowej. Stanowiły ulepszoną wersję pierwszego zbudowanego dla Kaiserliche Marine okrętu tej klasy, „Von der Tanna”, ze wzmocnionym uzbrojeniem i opancerzeniem.
Pierwszy z krążowników typu, „Moltke”, przez cały okres I wojny światowej wchodził w skład Hochseeflotte i brał udział w większości głównych bitew z Royal Navy, w tym na Dogger Bank w 1915 i jutlandzkiej w 1916 roku. Przez pewien czas uczestniczył również w kampanii na Bałtyku. Podobnie jak większość dużych okrętów Hochseeflotte został samozatopiony w Scapa Flow 21 czerwca 1919 roku.
Drugi okręt, „Goeben”, w chwili rozpoczęcia I wojny światowej wchodził w skład Eskadry Śródziemnomorskiej (Mittelmeerdivision) i wraz z krążownikiem lekkim „Breslau”, ścigany przez okręty brytyjskie przedarł się do Konstantynopola. Wcielony formalnie w skład floty tureckiej, pod nazwą „Yavuz Sultan Selim”, nadal był obsadzony niemiecką załogą. Brał udział w walkach z Rosjanami na Morzu Czarnym i Brytyjczykami na Morzu Egejskim. Po zakończeniu I wojny światowej pozostał w składzie marynarki wojennej Turcji, w 1936 roku zmieniając nazwę na TCG „Yavuz”. Służył ostatecznie aż do 1973 roku, jako ostatni istniejący okręt klasy krążowników liniowych, po czym został zezłomowany.

## Projektowanie i budowa
Pierwsze niemieckie krążowniki liniowe: „Von der Tann” i dwie jednostki typu Moltke, powstały w odpowiedzi na budowę w stoczniach brytyjskich okrętów typów Invincible i Indefatigable. W odróżnieniu od krążowników Royal Navy, silnie uzbrojonych i o dużej prędkości maksymalnej, osiągniętej jednak kosztem redukcji opancerzenia do minimum, Niemcy stworzyli bardziej zrównoważony projekt okrętów, o zbliżonej prędkości, lecz uzbrojonego w działa o mniejszym kalibrze i dużo lepiej opancerzonego. Według taktyków Hochseeflotte, miały one przede wszystkim wypełniać działania rozpoznawcze na rzecz głównych sił floty. Projekt typu Moltke był dziełem biura konstrukcyjnego cesarskiej marynarki, dowodzonego przez kontradmirała Maxa Rollmanna. Zespołem konstruktorów kierował Marine-Oberbauart Albert Dietrich.
Projekt oparto na planach „Von der Tanna”, zwiększając rozmiary, dodając dodatkową wieżę artylerii głównej na rufie (umieszczoną po raz pierwszy na niemieckich okrętach w superpozycji) oraz dokonując mniejszych modyfikacji. Pierwszy z okrętów został sfinansowany z budżetu na lata 1908–1909, drugi zaś 1909–1910. Podobnie jak poprzednik, obydwa okręty zostały zbudowane w stoczni koncernu Blohm & Voss w Hamburgu. Kontrakty na budowę krążowników oznaczonych „G” (numer budowy 200) i „H” (numer budowy 201) zawarto odpowiednio 17 września 1908 i 8 kwietnia 1909 roku. Stępkę pod pierwszy położono 7 grudnia 1908, pod drugi 28 sierpnia 1909 roku. Prace stoczniowe ukończono odpowiednio 30 września 1911 i 2 lipca 1912 roku. Koszt budowy każdej jednostki wynosił około 42 miliony marek w złocie.

## Opis konstrukcji

### Charakterystyka ogólna
Krążowniki liniowe typu Moltke miały długość całkowitą 186,6 m (186 m między pionami) i szerokość całkowitą 29,4 m (29,96 m ze złożonymi wzdłuż burt elementami sieci przeciwtorpedowych). Ich wyporność konstrukcyjna wynosiła 22 979 ton metrycznych, zaś pełna 25 400 ton (według innego źródła odpowiednio 22 616 i 25 300 ton), 3600 ton więcej, niż w przypadku „Von der Tanna”. Obciążone do wyporności pełnej zanurzały się od 8,77 m na dziobie do 9,19 m na rufie. Wysokość od kila do górnej krawędzi burty na śródokręciu wynosiła 14,08 m. Przy wyporności konstrukcyjnej pokład dziobowy znajdował się 7,3 m a rufowy 4,3 m ponad linią wodną. W sposób typowy dla niemieckich konstrukcji tamtego okresu, projekt bazował na wzdłużno-poprzecznym systemie wiązań. Grodzie wodoszczelne dzieliły kadłuby na 15 przedziałów, podwójne dno obejmowało 78% długości okrętu. Okręty były konstrukcyjnie wyposażone w zbiorniki przeciwprzechyłowe systemu Frahma, których jednak ze względu na niską skuteczność nie używano zgodnie z przeznaczeniem, wykorzystując jako dodatkowe pomieszczenia na paliwo. Wszystkie pokłady miały ciągi komunikacyjne pokryte wykładziną przeciwpoślizgową, z wyjątkiem górnego i bateryjnego, krytych drewnem tekowym.
Załoga okrętu według projektu miała wynosić 43 oficerów i 1010 podoficerów i marynarzy w okresie pokoju. W czasie wojny liczebność załogi wzrosła (w przypadku „Moltke”, gdy pełnił funkcję okrętu flagowego 1. Grupy Rozpoznawczej, o 13 oficerów i 62 marynarzy, zaś podczas bitwy jutlandzkiej liczebność załogi wynosiła 1425 osób). Mieli oni do dyspozycji dziesięć łodzi okrętowych różnych rodzajów i wielkości.

### Urządzenia napędowe
Napęd jednostek typu Moltke stanowiły dwa zespoły turbin parowych systemu Parsonsa, każdy składający się z turbiny wysokiego (o średnicy 1980 mm) i niskiego ciśnienia (o średnicy 3050 mm) oraz turbin marszowej i biegu wstecznego, o łącznej projektowanej mocy na wałach 52 000 KM, umieszczonych w trzech osobnych maszynowniach. Napędzały one bezpośrednio (bez przekładni redukcyjnych) wały poruszające cztery śruby o średnicy 3,74 m każda, przy czym turbiny wysokiego ciśnienia (każda w osobnym pomieszczeniu w pierwszym, licząc od dziobu przedziale maszyn) napędzały wały zewnętrzne, zaś niskiego (we wspólnej tylnej maszynowni w osi symetrii kadłuba) wewnętrzne. Parę do turbin dostarczały 24 kotły typu Schulz-Thornycroft, o ciśnieniu roboczym 16 atmosfer, opalane węglem, umieszczone w ośmiu kotłowniach. Licząc od dziobu okrętu były to kolejno dwa przedziały po trzy pomieszczenia z dwoma kotłami każdy oraz dwa przedziały po sześć kotłów, bez rozdzielających je grodzi wzdłużnych (według innego źródła na okrętach było 12 pomieszczeń kotłowni). W 1916 roku w paleniskach kotłów „Moltke” zainstalowano rozpylacze paliwa płynnego. Planowana prędkość maksymalna, wynosząca 25,5 węzła, była przez obydwa okręty znacznie przekroczona podczas prób morskich. „Moltke” osiągnął 28,4 węzła przy mocy maszyn 85 782 KM i 332 obrotach na minutę, „Goeben” był tylko nieznacznie wolniejszy. Projektowany zapas węgla wynosił 1000 ton i mógł być w razie konieczności zwiększany do maksymalnie 3100 ton, co pozwalało przepłynąć 4120 mil morskich przy prędkości ekonomicznej 14 węzłów.
Podobnie jak pozostałe ukończone niemieckie krążowniki liniowe, z wyjątkiem „Von der Tanna”, okręty typu Moltke posiadały dwa stery, ustawione w układzie tandem, jeden za drugim. Główny ster miał maksymalny kąt wychylenia 38° na każdą burtę, pomocniczy jedynie 10°. Rozwiązanie to, poprawiające zwrotność w zakresie niskich prędkości, przy większych powodowało znaczne (nawet do 60%) zwalnianie jednostki przy silnym wychyleniu sterów na burtę. Ponadto, ponieważ pierwszy ster znajdował się w strefie zaburzonego przez śruby przepływu wody, jego sprawność przy większych prędkościach malała. 
Okręty były zasilane w energię elektryczną przez sześć turbogeneratorów o łącznej mocy 1500 kW, dostarczających prąd o napięciu 225 V, umieszczonych powyżej pomieszczeń maszynowni, pod pokładem pancernym.

### Uzbrojenie
Główne uzbrojenie krążowników typu Moltke stanowiło dziesięć dział 28 cm SK L/50 (faktyczny kaliber 283 mm), umieszczonych po dwa na podstawach Drh.L C/1908 w pięciu pancernych wieżach artyleryjskich. Trzy z nich umieszczone były w osi symetrii kadłuba: jedna na pokładzie dziobowym (tradycyjnie w marynarce niemieckiej zwana Anton), dwie na rufie, w superpozycji (Dora i Emil); dwie (Bruno i Cäsar) diagonalnie na burtach na pokładzie śródokręcia, podobnie jak u „Von der Tanna”. Wysokość osi dział nad konstrukcyjną linią wodną wynosiły: 9 m dla wieży dziobowej, 8,4 m dla wież śródokręcia, oraz 8,6 i 6,2 m dla wież rufowych. Kąt podniesienia luf wynosił początkowo 13,5°, w 1916 roku na „Moltke” został zwiększony do 16°, co pozwoliło na zwiększenie donośności z 18 100 do 19 100 m. Sektor ostrzału wieży dziobowej wynosił 300°, obu rufowych po 290°, zaś wież śródokręcia po 180° na bliższą burtę i 125° na przeciwległą. Ta ostatnia wartość była czysto teoretyczna, ponieważ podczas strzelania ponad własnym pokładem podmuch wystrzału powodował uszkodzenia konstrukcji i wyposażenia. Zapas amunicji kalibru 280 mm wynosił 810 sztuk (po 162 jednostki ognia na wieżę).
Kierowanie ogniem artylerii głównego kalibru sprawowane było z dwóch opancerzonych stanowisk, głównego i rezerwowego, które pozyskiwały dane do strzelań ze stanowisk obserwacyjnych na marsach obu masztów. Dopiero w pierwszej połowie 1915 roku na „Moltke”, a pod koniec 1916 na „Goebenie” zainstalowano centralne przyrządy kierowania ogniem artylerii głównego i średniego kalibru, opierające się na danych pozyskiwanych z dalmierzy optycznych produkcji Zeissa.
Na artylerię średnią składało się dwanaście dział 15 cm SK L/45 (faktyczny kaliber 149,1 mm), umieszczonych w kazamatach, po sześć na burcie oraz dwanaście dział 8,8 cm SK L/45 na stanowiskach na górnym pokładzie dziobówki (cztery), na dziobowej i rufowej nadbudówce (odpowiednio dwa i cztery) oraz na pokładzie górnym za baterią dział kal. 150 mm (dwa ostatnie). Działa kal. 88 mm zostały później uznane za nieskuteczne i były sukcesywnie demontowane. W ich miejsce na rufowej nadbudówce zainstalowano cztery działa przeciwlotnicze 8,8 cm Flak L/45. Działa kal. 150 mm miały kąt podniesienia od -7 do 20° i maksymalną donośność 13 500 m przy strzelaniu pociskiem o masie 46 kg. Zapas pocisków do nich liczył po 150 jednostek na działo. Masa salwy burtowej z dział artylerii głównej i średniej (28 i 15 cm) wynosiła 3260 kg. Pierwotny zapas pocisków kal. 88 mm wynosił po 250 jednostek na działo.
Ponadto okręty posiadały cztery podwodne wyrzutnie torpedowe kal. 500 mm, umieszczone w sposób typowy dla niemieckich krążowników liniowych: jedna na dziobie, jedna na rufie po lewej stronie urządzenia sterowego oraz dwie na burtach prostopadle do osi podłużnej jednostek. Krążowniki zabierały łącznie 11 torped typu G/7, o masie 1365 kg i głowicy bojowej zawierającej 195 kg materiału wybuchowego. Maksymalny zasięg torped wynosił 4000 m przy prędkości 37 węzłów i 9300 m przy 27 węzłach.
Jesienią 1915 roku na „Moltke” prowadzono próby z użyciem wodnosamolotu.

### Opancerzenie
W porównaniu z „Von der Tannem” opancerzenie jednostek typu Moltke uległo wzmocnieniu. Wykonane było w całości ze stali Kruppa. Jego podstawowym elementem był pas burtowy grubości maksymalnej 270 mm, rozciągający się pomiędzy krańcami barbet skrajnych wież artyleryjskich, o wysokości 1,8 m, z czego 0,6 m znajdowało się poniżej konstrukcyjnej linii wodnej. Pod nim rozciągał się drugi pas pancerny, grubości 130 mm, chroniący burty do głębokości 1,9 m poniżej linii wodnej. Obydwa były położone na podkładzie z drewna tekowego. Pasy pancerne tworzyły boki cytadeli, chroniącej główne mechanizmy okrętowe, uzbrojenie i magazyny amunicyjne. Zamykały je poprzeczne grodzie pancerne grubości 170 mm i 100 mm. Poza cytadelą pancerz pionowy miał grubość 100 mm.
Pancerz horyzontalny składał się z dwóch pokładów pancernych: górnego grubości 25 mm oraz głównego grubości 50 mm. Kazamaty artylerii średniej chronione były płytami pancernymi grubości do 150 mm, wieże artyleryjskie miały płyty czołowe grubości 230 mm, ściany boczne 180 mm, dachy 90 mm, zaś barbety do 250 mm. Pancerne stanowisko dowodzenia miało pancerz o grubości do 350 mm. Podwodne części okrętów były chronione ciągłymi wzdłużnymi grodziami przeciwtorpedowymi o grubości 50 mm w rejonie wież artyleryjskich i komór amunicyjnych oraz 30 mm w mniej istotnych fragmentach konstrukcji.
Do 1916 roku, podobnie jak wszystkie duże okręty tego okresu, krążowniki typu Moltke wyposażone były w zewnętrzne sieci przeciwtorpedowe. Później, z uwagi na znikomą skuteczność tego rodzaju wyposażenia, zostały one zdemontowane.

## Losy jednostek

### SMS „Moltke”

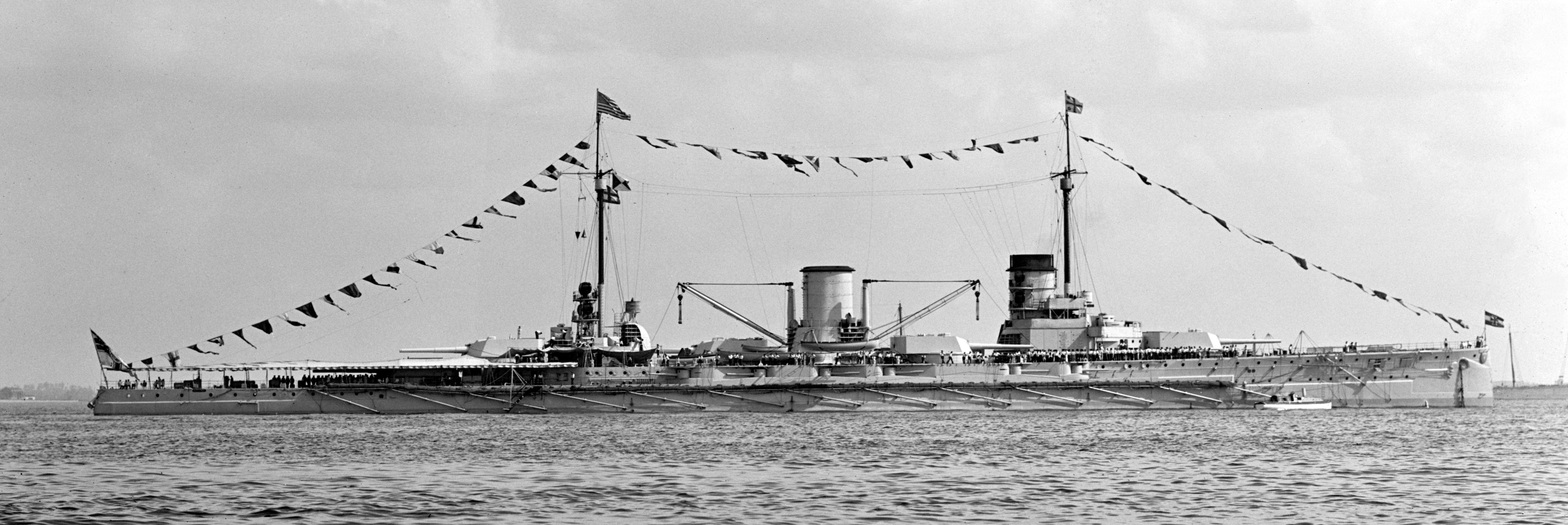
SMS „Moltke”

Stępkę pod budowę wielkiego krążownika „G” położono w stoczni Blohm & Voss w Hamburgu 7 grudnia 1908 roku. Wodowanie odbyło się 7 kwietnia 1910 roku. Okręt otrzymał nazwę upamiętniającą pruskiego feldmarszałka Helmuta von Moltke (1800–1891), nadał mu ją zaś bratanek patrona, szef Sztabu Generalnego, generał Helmuth von Moltke. Prace stoczniowe ukończono 30 września 1911 roku, po czym „Moltke” udał się na próby morskie. Po ich zakończeniu 31 marca 1912 roku został wcielony do 1. Grupy Rozpoznawczej (niem.: 1. Aufklärungsgruppe). W kwietniu krążownik wszedł w skład zespołu okrętów Kaiserliche Marine, odbywających rejs do Ameryki Północnej, podczas którego wpłynął z oficjalną wizytą do portu w Nowym Jorku. Po powrocie do Kilonii okręt wykonał jeszcze jedno zadanie specjalne: eskortował jacht cesarza Wilhelma II płynącego z oficjalną wizytą do Rosji.
Podejmując normalną służbę, „Moltke” został okrętem flagowym dowódcy 1. Grupy Rozpoznawczej, kontradmirała Franza von Hippera i pełnił tę rolę do czerwca 1914 roku. Podczas I wojny światowej krążownik wziął udział w większości akcji zespołu admirała Hippera, poczynając od ataków na Yarmouth oraz Scarborough, Hartlepool i Whitby, poprzez bitwę na Dogger Bank oraz bombardowanie Yarmouth i Lowestoft aż do bitwy jutlandzkiej. Dwukrotnie działał operacyjnie na Morzu Bałtyckim: w sierpniu 1915 roku wziął udział w bitwie w Zatoce Ryskiej a w październiku 1917 roku wspierał swą artylerią operację Albion. Podczas działań w Zatoce Ryskiej 19 sierpnia 1915 roku został poważnie uszkodzony po trafieniu torpedą przez brytyjski okręt podwodny E1. Pomimo uszkodzeń i z około 450 tonami wody w kadłubie powrócił o własnych siłach do Hamburga.
Zgodnie z warunkami rozejmu w Compiègne „Moltke” był, wraz z niemal całą Hochseeflotte, internowany w Scapa Flow, gdzie został zatopiony przez własną załogę 21 czerwca 1919 roku. Wrak został wydobyty w 1927 roku i złomowany w Rosyth w latach 1927–1929.

### SMS „Goeben” – TCG „Yavuz”

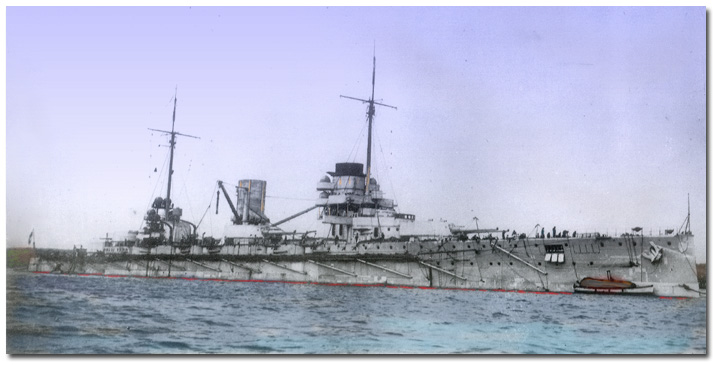
SMS „Goeben”

Stępkę pod budowę wielkiego krążownika „H” położono w stoczni Blohm & Voss w Hamburgu 28 sierpnia 1909 roku, wodowanie odbyło się 28 marca 1911 roku. Nazwą upamiętniono pruskiego generała z czasów wojny francusko-pruskiej, Augusta Karla von Goebena (1816–1880), zaś nadał ją generał Paul von Ploetz. Prace stoczniowe ukończono 2 lipca 1912 roku, po czym rozpoczęto próby zdawczo-odbiorcze. Po ich przyspieszonym zakończeniu w sierpniu 1912 roku i uczestnictwie w jesiennych manewrach floty, krążownik został skierowany na Morze Śródziemne, do tworzonej tam (w związku z wybuchem I wojny bałkańskiej) Eskadry Śródziemnomorskiej. Wraz z lekkim krążownikiem „Breslau” opuścił Kilonię w pierwszych dniach listopada 1912 roku, by 15 listopada zawinąć do Konstantynopola.
Przed wybuchem I wojny światowej okręty eskadry odbyły szereg wizyt w portach Morza Śródziemnego, między innymi Wenecji, Neapolu i Poli. W 1914 roku na „Goebenie” nastąpiła awaria kotłów, co znacznie ograniczyło prędkość krążownika. Plany powrotu na remont do Niemiec zostały anulowane po zamachu w Sarajewie. Ostatecznie naprawę przeprowadzono w stoczni w Poli, z udziałem niemieckich specjalistów. 4 sierpnia, w dniu rozpoczęcia wojny z Francją i Wielką Brytanią, niemieckie jednostki ostrzelały porty Philippeville i Bône we francuskiej Algierii. Następnie zgodnie z rozkazami skierowały się w stronę Konstantynopola. Prowadzony przez sześć kolejnych dni pościg za niemieckimi krążownikami nie przyniósł rezultatu i obydwa okręty bezpiecznie zawinęły do portu przeznaczenia.
16 sierpnia 1914 roku „Goeben” został fikcyjnie zakupiony i formalnie wcielony do floty tureckiej (jako jej okręt flagowy) pod nazwą „Yavuz Sultan Selim”, ale pozostał obsadzony niemiecką załogą, realizującą niemieckie plany wojenne. 29 października, pomimo formalnej neutralności Turcji, artyleria krążownika zbombardowała Sewastopol, w drodze powrotnej topiąc rosyjski stawiacz min „Prut” i uszkadzając niszczyciel „Lejtienant Puszczin”. Podczas wymiany ognia „Yavuz Sultan Selim” został niegroźnie trafiony ciężkimi pociskami rosyjskiej artylerii nadbrzeżnej. Między innymi w konsekwencji tej akcji 2 listopada Rosja wypowiedziała wojnę Turcji.
18 listopada 1914 roku u wybrzeży Krymu „Yavuz Sultan Selim” starł się z eskadrą rosyjskich przeddrednotów w bitwie koło przylądka Sarycz, uszkadzając jeden z nich i samemu odnosząc uszkodzenia po trafieniu rosyjskim pociskiem w kazamaty artylerii średniej. Zginęło przy tym 13 członków załogi okrętu. W grudniu 1914 roku krążownik wszedł na dwie miny i został poważnie uszkodzony. Naprawy trwały aż do maja 1915 roku, kiedy to okręt ponownie starł się z rosyjskimi pancernikami w bitwie pod Bosforem 10 maja. Następnie okręt prowadził działania przeciwko flocie rosyjskiej na Morzu Czarnym aż do wycofania się Rosji z wojny w grudniu 1917 roku. 20 stycznia 1918 roku „Yavuz Sultan Selim” wraz z „Midilli” (dawnym SMS „Breslau”) podjęły akcję przeciwko flocie brytyjskiej w pobliżu wyspy Imroz na Morzu Egejskim. Zatopione zostały co prawda dwa monitory Royal Navy, ale tureckie okręty weszły na pole minowe. „Midilli” zatonął, zaś powracający do Dardaneli „Yavuz Sultan Selim” został poważnie uszkodzony przez wybuch trzech min i osadzony na płyciźnie. Prowizorycznie naprawiony krążownik został w maju 1918 roku wysłany do okupowanego przez Niemców Sewastopola na remont, kontynuowany później w Konstantynopolu. 2 listopada 1918 roku niemiecka załoga formalnie oddała okręt Turkom.
Okręt pozostał we flocie tureckiej w okresie międzywojennym, z nazwą skróconą do TCG „Yavuz Selim”. W latach 1926–1930 przeszedł poważną modernizację w Izmirze, w 1936 roku ponownie zmienił nazwę na TCG „Yavuz”. Podczas II wojny światowej stacjonował w Gölcük. Po wejściu Turcji do NATO otrzymał numer burtowy B70. W czynnej służbie pozostawał do 1963 roku, następnie został przesunięty do rezerwy. Na przełomie lat 60. i 70. był oferowany do sprzedaży rządowi Republiki Federalnej Niemiec, ale z różnych przyczyn transakcja nie doszła do skutku. Ostatecznie wycofany 7 czerwca 1973 roku (według innych źródeł w 1971 roku), jako ostatni okręt swojej klasy, został zezłomowany w Izmirze do lutego 1976 roku (według innych źródeł w latach 1973–1974).